# 대동로 (음성군)
대동로(Daedong-ro)는 충청북도 음성군 맹동면 맹동삼거리 에서 대소면 오산삼거리를 잇는 도로이다.

## 주요 경유지
충청북도
- 음성군 (맹동면 . 대소면)

## 노선
| 이름                       | 접속 노선              | 소재지 | 소재지 | 비고                 |
| -------------------------- | ---------------------- | ------ | ------ | -------------------- |
| 맹동삼거리                 | 덕금로                 | 음성군 | 맹동면 | 지방도 제533호선구간 |
| 마산 교차로                | 맹동산단지원로         | 음성군 | 맹동면 | 지방도 제533호선구간 |
| 마산 교차로 (마산 2교차로) | 국도 제21호선 (진성로) | 음성군 | 맹동면 | 지방도 제533호선구간 |
| 봉천교                     |                        | 음성군 | 맹동면 | 지방도 제533호선구간 |
| 봉현사거리                 | 초금로                 | 음성군 | 맹동면 | 지방도 제533호선구간 |
| (이름없음)                 | 한삼로                 | 음성군 | 대소면 | 지방도 제513호선구간 |
| 오산삼거리                 | 오태로 오태로137번길   | 음성군 | 대소면 | 지방도 제513호선구간 |

## 주요 건물및 시설
- CU 맹동휴먼시아점 (대동로 26/쌍정리 131-1)
- 맹동면행정복지센터 (대동로 33/쌍정리 137-9)
- 맹동보건지소 (대동로 33/쌍정리 137-9)
- SK에너지 함박산주유소 (대동로 420/부윤리 27)
- 농협 대소농협 부윤지점 (대동로 536/부윤리 178-7)
- HD현대오일뱅크 부윤주유소 (대동로 538/부윤리 176-3)
- 농협 대소농협주유소 (대동로 875/태생리 539-80)
- 맘스터치 충북대소점 (대동로 876/태생리 539-21)